# Манизер, Гуго Матвеевич
Гуго Матвеевич Ма́низер (17 июня 1927, Ленинград — 4 декабря 2016) — советский и российский художник (живописец, график, педагог). Заслуженный деятель искусств РСФСР (1981), член Московского Союза художников, почётный член Российской академии художеств, профессор.

## Биография
Сын скульпторов Матвея Манизера и Елены Александровны Янсон-Манизер, внук живописца и педагога Генриха Матвеевича Манизера.
В 1952 г. окончил Московский государственный академический художественный институт им. В.Сурикова, мастерскую профессора Г.Г.Ряжского. В течение сорока лет преподавал рисунок студентам факультета скульптуры Московского государственного академического художественного института им. В.Сурикова, имел ученое звание профессора, был проректором по учебно-воспитательной работе. Член Московского Союза Художников, член Международного Художественного Фонда. Кандидат искусствоведения.
Создатель цикла работ «Страна моя родная», подаренного автором государству.

Гуго Манизер — пейзажист вдохновенный и искренний. Его реализм (удивительно, что в мире современного условного искусства кто-то ещё пишет реалистические пейзажи), призрачный и почти нереальный, наполнен буквальностью не деталей, а настроений и эмоций. Его работы, будь то экзотические картинки дальних стран или лирические образы русской природы, наполнены светлым и ясным чувством прекрасного. Лишённые всякой патетики, подчеркнутого символизма и нарочитой эффектности, они словно открывают окно перед глазами того, кто на них смотрит. Окно в такой обычный и такой удивительный мир, который он увидел в своих многочисленных путешествиях. Словно Дон Кихот, вознёсший до небес свою
Прекрасную Даму, он стал рыцарем восхитительной, ни с чем не сравнимой красоты мироздания, но прославил её не с помощью копья и меча, а с помощью красок и холста — единственного оружия художников.— Artru.info
Скончался на 90-м году жизни 4 декабря 2016 года. Похоронен в Москве на Новодевичьем кладбище (место 6-37-1) рядом с родителями.

## Семья
Жена — Нина Леонидовна Пуляхина-Манизер, художник по костюму, Заслуженный художник Российской Федерации, член Московского Союза Художников. Почетный член Российской академии художеств. Окончила Московский текстильный институт им. А.Н. Косыгина и ассистентуру-стажировку по рисунку и пластической анатомии Московского государственного академического художественного института имени В.И. Сурикова.
Автор коллекций художественного костюма «Супрематический сон», «Здравствуйте, Казимир Северинович!», «Русская фреска» и др. Коллекции демонстрировались в Государственной Третьяковской галерее, были сняты в фильмах «Улица Малевича», «Великая Утопия», «Татлин».
Автор монографии «МАНИЗЕР. Династия художников» (2019) изданной Международным союзом немецкой культуры и издательством «РусДойч Медиа».
Награждена медалью «Достойному» Российской академии художеств.
Дочь — Ольга Манизер. Художник, фотограф. Член Московского Союза Художников. Окончила Московский государственный академический художественный институт им. В.Сурикова и Лондонский колледж искусств и дизайна Челси, University of the Arts London). Создаёт ростовые интерьерные куклы в технике бумажной скульптуры.
Серии рисунков напечатаны на открытках и декоративных объектах по заказу Victoria & Albert Museum в Лондоне.
Лауреат VII международного конкурса Пандора Платинум.

## Награды и звания
- Заслуженный деятель искусств РСФСР
- Ветеран труда
- Медаль «Шувалов» Российской Академии Художеств

## Картины находятся в собраниях
- Картинная галерея г. Красноармейска
- Луганский областной художественный музей
- Музей истории и реконструкции Москвы
- Архангельский музей изобразительных искусств
- Одесский художественный музей
- Львовская картинная галерея

## Избранные публикации о семье Манизер
- Портрет на фоне пейзажа
- Художник по наследству
- Живописец и график Манизер Гуго Матвеевич
- Манизер Гуго Матвеевич
- Воротынцева К. Дом, который построил Манизер
- Нина Пуляхина-Манизер: русская душа и немецкая фамилия
- Династия Манизер: два века одной семьи
- Приветственное слово Посла фон Гайра по случаю презентации альбома "Манизер. Династия художников"
- Памятник Куйбышеву хотели поставить на крыше 15-этажного дома. О Матвее Манизере — создателе лучших скульптур Самары
- «Манизер» в Сибири
- ОЛЬГА МАНИЗЕР: НИ ОДНО МЕТРО НЕ СРАВНИТСЯ ПО КРАСОТЕ С МОСКОВСКИМ!
- Художник Ольга Манизер: о русских сказках, куклах Моцарта и работе с V& A
- Ольга Манизер получила «кукольного Оскара» в Москве
- Волшебные куклы Ольги Манизер
- Справочник«Единый художественный рейтинг». Выпуск 5.Номинация «Живописцы и графики», Том 2